# Campaniile din Azov
Campaniile din Azov ale țarului Petru cel Mare  din 1695-1696 (în limba rusă:  Азовские походы Петра I ) sunt două acțiuni militare din timpul războiul ruso-turc, 1686-1700 conduse de țarul Petru cel Mare, care au avut ca scop capturarea fortăreței otomane Azov. Fortăreața, apărată de o garnizoană de 7.000 de soldați, bloca accesul Rusiei la Marea Azov și la Marea Neagră. 

## Prima campanie din Azov
Prima campanie din Azov a început în primăvara anului 1695. Petru cel Mare a ordonat armatei sale (31.000 și 170 de tunuri) să înainteze către fortăreața Azov. Armata era formată din cele mai bune regimente ale armatei regulate și din unități ale cazacilor de pe Don. Armata era împărțită în trei mari unități avându-i comandanți pe Franz Lefort, Patrick Gordon și Avtonom Golovin. O altă armată, mult mai numeroasă (120.000 de oameni), compusă în principal din unități de cavalerie, strelți și cazaci ucraineni, aflată sub comanda lui Boris Șeremetev, s-a îndreptat către cursul inferior al râului Nipru cu scopul de a abate atenția armatei Hanatului Crimeii de la atacul principal. Între 27 iunie și 5 iulie, rușii au blocat orice acces terestru spre Azov. După două atacuri eșuate pe 5 august și pe 25 septembrie, asediul a fost ridicat. 

## A doua campanie din Azov

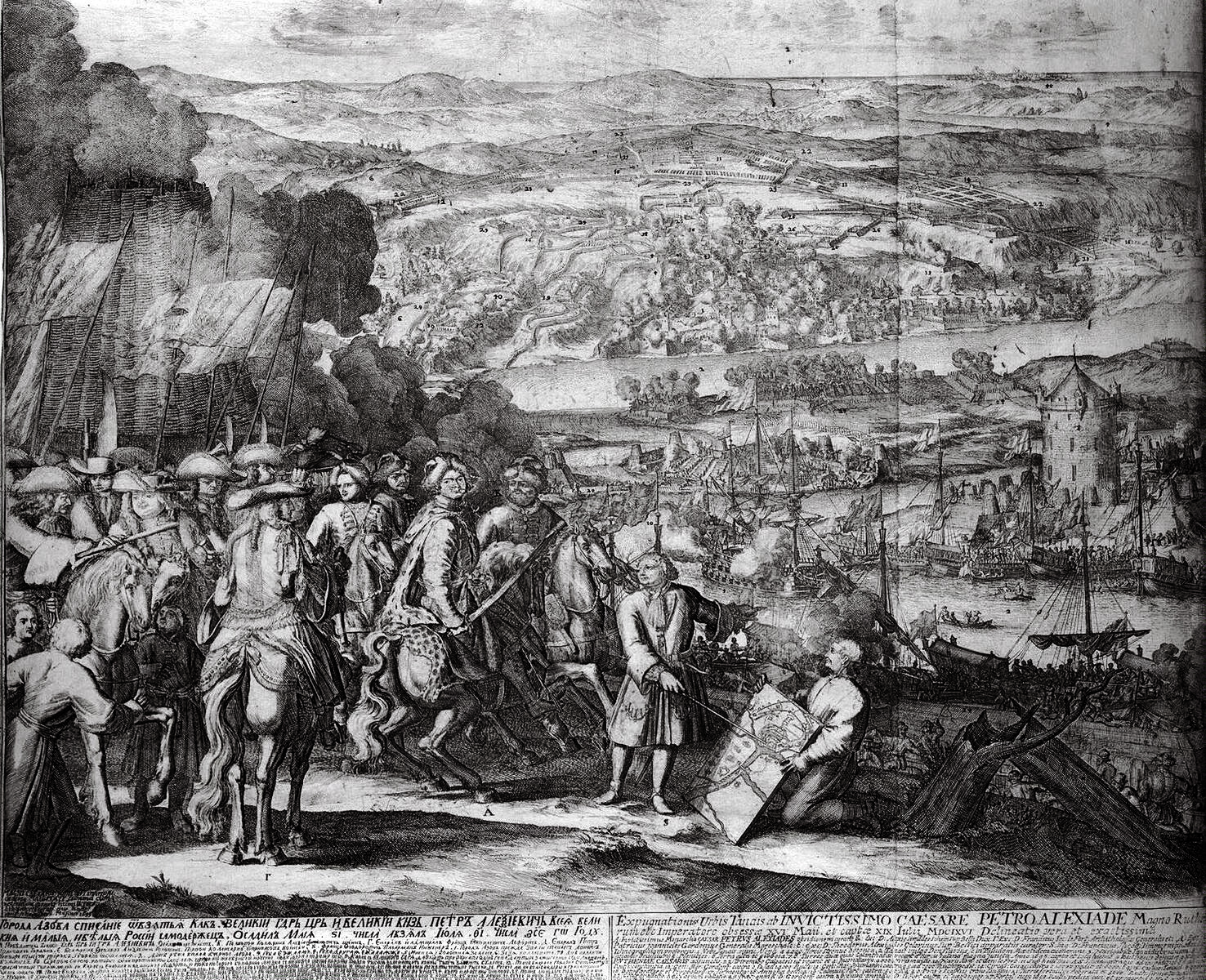
Cucerirea Azovului, gravură olandeză din secolul al XVII-lea

La sfârșitul anului 1695, rușii au început preparativele pentru a doua campanie din Azov. Până în primăvara anului următor, rușii au reușit să construiască Flotila Azovului. Cavaleria de sub comanda lui Șeremetev (aproximativ 70.000 de militari) a fost trimisă din nou spre zona cursului inferior al Niprului. Pe 23 aprilie 1696, forța principală de atac (75.000 de oameni) de sub comanda lui Alexei Șein a început înaintarea către Azov pe pământ și pe apă (pe râurile Voronej și Don). Țarul Petru I și flota sa de galere s-a îndreptat către Azov pe 3 mai. Pe 27 mai, marina imperială rusă sub comanda lui Lefort a blocat fortăreață Azov dinspre mare. Pe 14 iunie, flota turcă a intervenit în sprijinul garnizoanei asediate pe 14 iunie, dar s-a retras după ce a pierdut două corăbii în luptă. După efectuarea unor bombardamente masive de pe mare și de pe uscat și după cucerirea zidurilor exterioare ale fortăreței pe 17 iulie de către cazacii ucraineni și cei de pe Don, garnizoana turcă s-a predat pe 19 iulie.

## Urmări
Campaniile din Azov au demonstrat importanța flotei maritime de război și a marcat începutul procesului prin care Rusia s-a transformat într-o putere navală. Succesele din această ultimă campanie militară au întărit pozițiile Rusiei în timpul congresului de la Karlowitz din 1698-1699 și a ajutat la semnarea unui tratat de pace favorabil țarului în 1700, la Constantinopol. Cum s-a dovedit că Azovul nu îndeplinea condițiile necesare pentru găzduirea unei flote militare, țarul a hotărât pe 27 iulie 1696 înființarea unui port militar la capul Tagan-Rog . Pe 12 septembrie 1698 a fost fondat Taganrogul, prima bază militară a marinei ruse. 
În ciuda faptului că această campanie a fost un succes, Petru cel Mare a înțeles că obiectivele sale nu erau îndeplinite în întregime până când nu cucerea întreaga Peninsulă Crimeea, accesul la Marea Neagră fiind îngrădit de prezența forțelor turco-tătare din zonă. 
Crearea marinei imperiale ruse (52 de vase pentru inceput), încadrarea ei cu personal de specialitate (de navigație, luptă, reparație/construcție) a fost aprobată prin hotărârea din 20 octombrie 1696 a Dumei boierești. Aceasta era singura măsură posibilă pentru ca Imperiul Rus să poată rezista presiunilor Imperiului Otoman. Data de 20 octombrie este de aceea considerată ca zi de naștere a marinei ruse.